# Jazzclub Unterfahrt

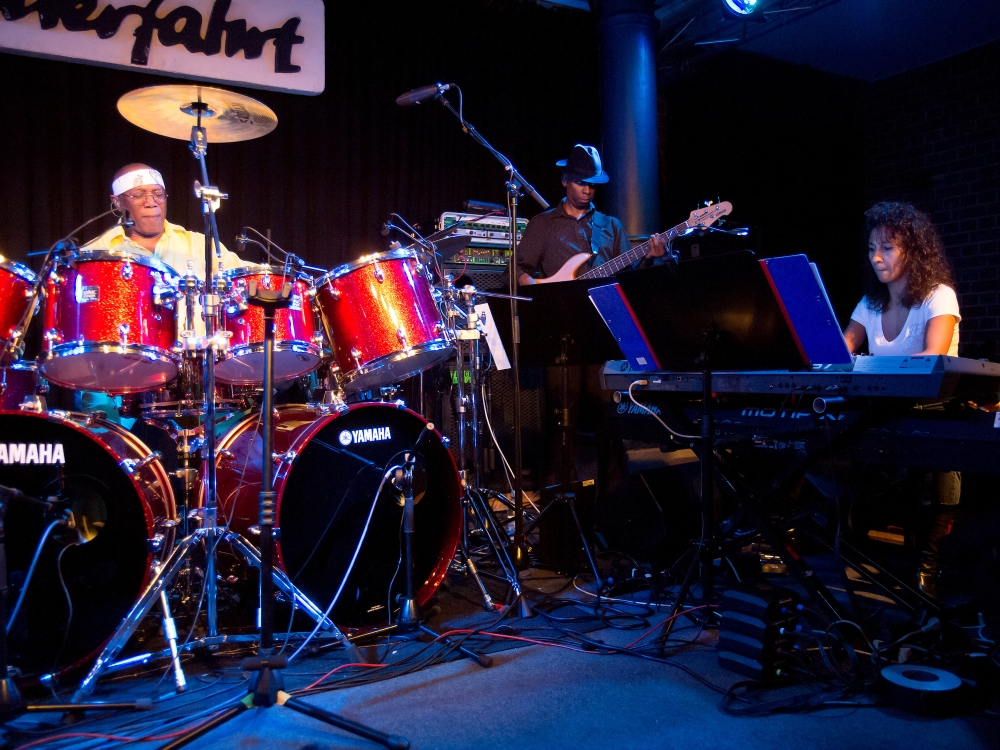
Billy Cobham Band auf der Bühne des Jazzclubs Unterfahrt (2012)

Der Jazzclub Unterfahrt ist ein Jazzclub in München. Er besteht seit 1978 und veranstaltet Konzerte mit Musikern der lokalen und der internationalen Szene des Jazz. Seit 1998 befinden sich Veranstaltungsort und Clubräume in den Kellern des Einstein Kultur in der Einsteinstraße 42.

## Geschichte
Zunächst war der im April 1978 von Mike Uitz, Herbert Straub und Fritz Otto gegründete Club in der Eckkneipe Zur Unterfahrt am Beginn der Kirchenstraße, Ecke Haidenauplatz, beheimatet. Unterfahrt heißt der Club wegen seiner Lage gegenüber einer Bahnunterführung.
Der Schwerpunkt des anfangs ehrenamtlich geführten Clubs lag im Free Jazz. Das änderte sich mit der Gründung eines Vereins zur Unterstützung des Clubs 1980 und der Umorganisation durch Sepp Dachsel ab 1983. Der Club ist heute laut Down Beat weltweit einer der „100 great Jazz Clubs“. Er bietet ein breit gefächertes, täglich wechselndes Programm mit speziellen Länderschwerpunkten im europäischen Jazz. Internationale Stars, aber auch lokale Nachwuchsmusiker treten in täglichen Konzerten auf. Sonntags finden Jam-Sessions für Nachwuchstalente statt, montags spielen Big Bands wie diejenige von Dusko Goykovich. 
2012 wurde der Club mit dem Musikpreis der Landeshauptstadt München ausgezeichnet. 2013 überreichte Kulturstaatsminister Bernd Neumann dem Club den Spielstättenprogrammpreis 2013, der in diesem Jahr erstmals für das „kulturell besonders hochwertiges Live-Musikprogramm im Jahr 2012“ vergeben wurde. Auch in den Jahren 2014 bis 2017, 2019 und 2021 erhielt der Club diese Auszeichnung, die in den Jahren 2015 bis 2021 unter der Bezeichnung APPLAUS Auszeichnung der Programmplanung unabhängiger Spielstätten von Frau Kulturstaatsministerin Monika Grütters verliehen wurde. 2021 erhielt die Unterfahrt einen Deutschen Jazzpreis als „Sonderpreis der Jury“.

## Organisation
Der Club wird seit 1980 von dem gemeinnützigen Verein Förderkreis Jazz und Malerei München e. V. betrieben, der dort auch wechselnde Ausstellungen von Gemälden und Fotografien durchführt. Über den Verein wird der Club auch mit Kulturfördermitteln der Stadt München finanziert. Die Programmleitung liegt beim Vorstand und künstlerischen Leiter Michael Stückl. Davor war lange Zeit Christiane Böhnke-Geisse für die Programmgestaltung verantwortlich.
Die Vereinsmitglieder arbeiten überwiegend ehrenamtlich für den Club, der nach Ansicht von Richard Wiedamann (Leiter des Bayerischen Jazzinstituts) international „einen hervorragenden Ruf besitzt“.